# Erich von Falkenhayn
Erich von Falkenhayn, född 11 september 1861 i Burg Belchau i Västpreussen, död 8 april 1922 i Potsdam, var en tysk militär. Falkenhayn, som befordrades till general 1915, var krigsminister 1913–1915 och generalstabschef 1914–1916.

## Biografi
Falkenhayn blev infanteriofficer 1880. Han tjänstgjorde som militär instruktör i Kina 1896–1898. Efter att ha återinträtt i tysk tjänst stannade han i Kiautschou till 1903 och tjänstgjorde som generalstabsofficer under boxarupproret 1898–1901. År 1908 befordrades Falkenhayn till överste, regementschef 1911 och generalmajor 1912. Från den 7 juli 1913 till den 20 januari 1915 innehade han posten som preussisk krigsminister.
Falkenhayn ersatte även Helmuth von Moltke den yngre som generalstabschef och därmed chef över Oberste Heeresleitung 14 september 1914, efter att Moltkes hälsa brutits. Sedan han avgått från posten som krigsminister blev han ordinarie generalstabschef och befordrades samtidigt till general av infanteriet.
Falkenhayn var under första världskriget – till skillnad från Paul von Hindenburg – övertygad om att kriget skulle vinnas på västfronten. Trots detta sände han trupp till östfronten hösten 1914. Under 1915 inriktade han krigföringen på att reda upp situationen i öster och besegra Serbien. Under 1916 satsade Falkenhayn på att besegra Frankrike genom att anfalla en punkt som fransmännen skulle försvara till sista man. Denna punkt identifierade han helt riktigt som den gamla fästningsstaden Verdun. Falkenhayn var otydlig med slagets syfte inför sina armébefälhavare och slaget vid Verdun 1916 blev en blodig batalj för både Frankrike och Tyskland utan att något avgörande nåtts. När dessutom Brusilovoffensiven i juni 1916 krävde tyska förstärkningar till östfronten – som Hindenburg och Ludendorff länge krävt – var kejsarens tålamod slut. Falkenhayn avsattes 29 augusti 1916 som generalstabschef av Kaiser Wilhelm II och ersattes av von Hindenburg.
Falkenhayn utnämndes istället till chef för den mot Rumänien avsedda, nyuppsatta 9:e armén. Med utmärkelse slutförde Falkenhayn i förening med August von Mackensen detta fälttåg och förordnades därefter i juli 1917 till befälhavare över den tyska armégruppen i asiatiska Turkiet. Därifrån förflyttades han 1918 som chef för 10:e armén i Litauen.
Falkenhayn har utgivit Die oberste Heeresleitung 1914–16 in ihren wichtigsten Entschliessungen (1920) och Der Feldzug der 9. Armee gegen die Rumänen und Russen 1916/17 (1921).